# The Great Momentum
«The Great Momentum» — дев'ятий студійний альбом австрійського симфонічного павер-метал-гурту Edenbridge. Реліз відбувся 17 лютого 2017 через лейбл SPV GmbH. Басист Вольфганг Ротбауер покинув гурт у 2016, тому в альбомі бас виконував Ланвалль. Ударник Макс Пойнтнер також покинув гурт у 2016; новим ударником гурту став Йоганнес Юнграйтмайяр.

## Список композицій
Автор музики і слів Ланвалль. Треки 2, 4, 6, 7, і 8 також написані Сабіною Едельсбахер. 
| #     | Назва                      | Тривалість |
| ----- | -------------------------- | ---------- |
| 1.    | «Shiantara»                | 5:51       |
| 2.    | «The Die Is Not Cast»      | 5:14       |
| 3.    | «The Moment Is Now»        | 4:23       |
| 4.    | «Until the End of Time»    | 4:35       |
| 5.    | «The Visitor»              | 5:53       |
| 6.    | «Return to Grace»          | 5:13       |
| 7.    | «Only a Whiff of Life»     | 3:45       |
| 8.    | «A Turnaround in Art»      | 7:30       |
| 9.    | «The Greatest Gift of All» | 12:16      |
| 54:40 |                            |            |

## Учасники запису
Edenbridge
- Сабіна Едельсбахер – вокал
- Ланвалль – електрогітара, ритм-гітара, клавішні, фортепіано, акустична гітара, бузуки
- Домінік Себастіан – електрогітара, ритм-гітара
- Йоганнес Юнграйтмайяр – ударні

Запрошені музиканти
- Ерік Мартенссон – провідний вокал у треку "Until the End of Time"
- Томас Штрюблер – задній вокал та хор
- Алекзандр "LX" Коллер – задній вокал у треках "The Die Is Not Cast" і "The Greatest Gift Of All"
- Фрайштадтська філармонія Юнга – оркестр

## Чарти
| Чарт (2017)         | Місце |
| ------------------- | ----- |
| German Albums Chart | 82    |
| Swiss Albums Chart  | 80    |